# Periphalera melanius
Periphalera melanius är en fjärilsart som beskrevs av Alexander Schintlmeister 1997. Periphalera melanius ingår i släktet Periphalera och familjen tandspinnare. Inga underarter finns listade i Catalogue of Life.